# ラグランジュ図法
ラグランジュ図法（ラグランジュずほう、Lagrange projection）は、地図投影法の一種で、正角多円錐図法に分類される。全球がちょうど円となる場合についてはヨハン・ハインリヒ・ランベルトが考案したが、その後ジョゼフ＝ルイ・ラグランジュが一般化したので彼の名で呼ばれている。

## 投影式と性質
この図法はランベルト正角円錐図法とメビウス変換の合成として表すことができる。複素数関数
{\displaystyle f(z)={\frac {z-1}{z+1}}}
は複素平面の右半平面を単位円の中に写し、{\displaystyle z=1} を原点に写す、特異点を除き単射な写像である。複素平面上に、原点を円錐の頂点、実軸の正の部分を中央経線としてランベルト正角円錐図法を描き、それを {\displaystyle f(z)} で写すと、実軸を中央経線、虚軸を中央緯線とするラグランジュ図法となる。
複素平面上に上記の条件でランベルト正角円錐図法を描く際、縮尺と頂点の角度について選択の余地がある。ランベルト正角円錐図法を描いたときに {\displaystyle z=1} にくる点の緯度と経度（中央緯線と中央経線）を {\displaystyle \phi _{1}} と {\displaystyle \lambda _{0}}、頂点の角度幅を {\displaystyle w} として、{\displaystyle W=360^{\circ }/w} とする。このとき、地球上の緯度 {\displaystyle \phi }、経度 {\displaystyle \lambda } に当たる点は、中央緯線を {\displaystyle x} 軸、中央経線を {\displaystyle y} 軸とすると
{\displaystyle A_{1}=\left({\frac {1+\sin \phi _{1}}{1-\sin \phi _{1}}}\right)^{\frac {1}{2W}},\quad A=\left({\frac {1+\sin \phi }{1-\sin \phi }}\right)^{\frac {1}{2W}}}
{\displaystyle V=A/A_{1},\quad C=(V+1/V)/2+\cos\{(\lambda -\lambda _{0})/W\}}
{\displaystyle x={\frac {\sin\{(\lambda -\lambda _{0})/W\}}{C}},\quad y={\frac {V-1/V}{2C}}}
ただし {\displaystyle \phi =\pm 90^{\circ }} のときは {\displaystyle x=0,\quad y=\pm 1}
と表される。
メビウス変換は等角写像だから、両極以外で正角な図法との合成写像の像であるラグランジュ図法も両極以外で正角であり、両極の角度は上記の {\displaystyle w} と等しい。またメビウス変換は、複素平面上の直線と円を直線または円に写すので、中央緯線と中央経線は直線となり、それ以外の緯線と経線は円弧である。
- 中央が北緯0度、東経0度、全球が円に収まる場合({\displaystyle W=2})のラグランジュ図法
- 中央が北緯60度、東経0度、全球が円に収まる場合({\displaystyle W=2})のラグランジュ図法
- 中央が北緯0度、東経0度、頂点の角が240度({\displaystyle W=3/2})のラグランジュ図法
- 中央が北緯30度、東経0度、頂点の角が240度({\displaystyle W=3/2})のラグランジュ図法
- 中央が南緯30度、東経0度、頂点の角が120度({\displaystyle W=3})のラグランジュ図法

## アウグスト外サイクロイド図法
全球がちょうど複素平面の単位円に収まり、中央緯線が赤道であるラグランジュ図法を、さらに
{\displaystyle g(z)={\frac {4R}{3}}(3z-z^{3})}
で写すと、両極を含め正角な図法になる（係数は、半径 {\displaystyle R} の球に対して中央の縮尺が 1 となる場合）。すなわち、前述の{\displaystyle xy}平面上に表されたラグランジュ図法を
{\displaystyle X={\frac {4R}{3}}x(3+x^{2}-3y^{2}),\quad Y={\frac {4R}{3}}y(3+3x^{2}-y^{2})}
により{\displaystyle XY}平面に写したものである。
この外周が外サイクロイド（その中でもネフロイド）になるので、アウグスト外サイクロイド図法(アウグスト・エピサイクロイド図法, August Epicycloidal Projection)という。1874年に F. August と G. Bellermann が考案した。
この図法を横軸法で用い、南緯70度、東経15度を中心とすることで、世界の海洋に注目したスピルハウス海洋正角図法が、1942年に Athelstan F. Spilhaus によって考案された。
- アウグスト外サイクロイド図法
- スピルハウス海洋正角図法